# Теобальд Бетман-Гольвег
Бетман-Гольвег Теобальд (нім. Theobald von Bethmann Hollweg) (29 листопада 1856, Гоенфінов — 2 січня 1921, Гоенфінов) — німецький державний діяч, рейхсканцлер Німеччини (голова уряду) в 1909–1917 роках.
У своїй політиці спирався на юнкерство (вища аристократія) і буржуазію, жорстоко розправлявся з робітничим рухом, активно готував країну до війни. Вийшов у відставку 1917 у зв'язку з провалом політичного курсу і скрутним становищем німецької армії на фронтах.